# Halterofilismo nos Jogos Olímpicos de Verão de 2012 - Até 77 kg masculino
A competição da categoria até 77 kg masculino do halterofilismo nos Jogos Olímpicos de Verão de 2012 foi realizada no dia 1 de agosto no ExCeL, em Londres.

## Calendário
Horário local (UTC+1)
| Dia         | Horário | Fase    |
| ----------- | ------- | ------- |
| 1 de agosto | 10:00   | Grupo B |
| 1 de agosto | 19:00   | Grupo A |

## Recordes
Antes desta competição, os recordes mundiais e olímpicos da prova eram os seguintes:
| Recorde mundial  | Arranque  | CHN Lyu Xiaojun        | 174 kg | Goyang, Coreia do Sul | 24 de novembro de 2009 |
| Recorde mundial  | Arremesso | RUS Oleg Perepetchonov | 210 kg | Trenčín, Eslováquia   | 27 de abril de 2001    |
| Recorde mundial  | Total     | CHN Lyu Xiaojun        | 378 kg | Goyang, Coreia do Sul | 24 de novembro de 2009 |
| Recorde olímpico | Arranque  | TUR Taner Sağır        | 172 kg | Atenas, Grécia        | 19 de agosto de 2004   |
| Recorde olímpico | Arremesso | CHN Zhan Xugang        | 207 kg | Sydney, Austrália     | 22 de setembro de 2000 |
| Recorde olímpico | Total     | TUR Taner Sağır        | 375 kg | Atenas, Grécia        | 19 de agosto de 2004   |

Depois da competição, quatro recordes foram quebrados:
| Recorde mundial  | Arranque | CHN Lyu Xiaojun | 175 kg | Londres, Grã-Bretanha | 1 de agosto de 2012 |
| Recorde mundial  | Total    | CHN Lyu Xiaojun | 379 kg | Londres, Grã-Bretanha | 1 de agosto de 2012 |
| Recorde olímpico | Arranque | CHN Lyu Xiaojun | 175 kg | Londres, Grã-Bretanha | 1 de agosto de 2012 |
| Recorde olímpico | Total    | CHN Lyu Xiaojun | 379 kg | Londres, Grã-Bretanha | 1 de agosto de 2012 |

## Medalhistas
| Ouro   | CHN Lyu Xiaojun |
| Prata  | CHN Lu Haojie   |
| Bronze | CUB Iván Cambar |

## Resultados
Nessa edição, participaram 12 atletas.
| Pos.              | Nome                     | Grupo | Peso  | Arranque (kg) | Arranque (kg) | Arranque (kg) | Arranque (kg) | Arremesso (kg) | Arremesso (kg) | Arremesso (kg) | Arremesso (kg) | Total (kg) |
| Pos.              | Nome                     | Grupo | Peso  | 1             | 2             | 3             | Res.          | 1              | 2              | 3              | Res.           | Total (kg) |
| ----------------- | ------------------------ | ----- | ----- | ------------- | ------------- | ------------- | ------------- | -------------- | -------------- | -------------- | -------------- | ---------- |
| Medalha de ouro   | CHN Lyu Xiaojun          | A     | 76.62 | 170           | 175           | 177           | 175           | 195            | 204            | 204            | 204            | 379        |
| Medalha de prata  | CHN Lu Haojie            | A     | 76.37 | 170           | 175           | —             | 170           | 190            | 191            | —              | 190            | 360        |
| Medalha de bronze | CUB Iván Cambar          | A     | 76.70 | 150           | 155           | 160           | 155           | 190            | 194            | —              | 194            | 349        |
| 4                 | THA Chatuphum Chinnawong | A     | 76.64 | 157           | 161           | 162           | 157           | 191            | 195            | 195            | 191            | 348        |
| 5                 | EGY Ibrahim Ramadan      | A     | 76.79 | 150           | 155           | 155           | 155           | 192            | 192            | 197            | 192            | 347        |
| 6                 | ESP Andrés Mata          | B     | 76.93 | 145           | 150           | 153           | 150           | 183            | 188            | 190            | 188            | 338        |
| 7                 | POL Krzysztof Zwarycz    | A     | 76.97 | 150           | 153           | 154           | 150           | 182            | 182            | 189            | 182            | 332        |
| 8                 | NGR Felix Ekpo           | B     | 76.23 | 146           | 151           | 151           | 151           | 180            | 188            | 188            | 180            | 331        |
| 9                 | KAZ Kirill Pavlov        | B     | 76.77 | 138           | 143           | 147           | 147           | 165            | 175            | 175            | 175            | 322        |
| 10                | GBR Jack Oliver          | B     | 76.45 | 135           | 135           | 140           | 140           | 160            | 165            | 170            | 170            | 310        |
| 11                | SAM Toafitu Perive       | B     | 75.95 | 117           | 122           | 125           | 122           | 157            | 163            | 167            | 167            | 289        |
| —                 | KOR Sa Jae-hyouk         | A     | 76.56 | 158           | 162           | —             | 158           | —              | —              | —              | —              | —          |

Legenda
| Recorde mundial      | Recorde mundial (World record)               |                       | Recorde africano                      | Recorde africano (African) |                                           | Q | Classificado por posição (Qualified) |
| Recorde olímpico     | Recorde olímpico (Olympic record)            | Recorde da América    | Recorde da América (Americas)         | q                          | Classificado por melhor tempo (Qualified) |   |                                      |
| Melhor marca do ano  | Melhor marca do ano (World leading)          | Recorde asiático      | Recorde asiático (Asian)              | DNS                        | Não largou (Did not start)                |   |                                      |
| Recorde nacional     | Recorde nacional (National record)           | Recorde europeu       | Recorde europeu (European)            | DNF                        | Não terminou (Did not finish)             |   |                                      |
| Recorde pessoal      | Recorde pessoal do atleta (Personal best)    | Recorde da Oceania    | Recorde da Oceania (Oceania)          | DSQ / DQ                   | Desclassificado (Disqualified)            |   |                                      |
| Recorde da temporada | Recorde da temporada do atleta (Season best) | Recorde sul-americano | Recorde sul-americano (South America) | NM                         | Sem marca (No mark)                       |   |                                      |